# 艾爾·卡彭
阿方斯·加布里埃尔·卡彭（英語：Alphonse Gabriel Capone，1899年1月17日—1947年1月25日），綽號疤面，是一名美國的黑幫份子和商人，他在禁酒時期出名，成為芝加哥犯罪集團聯合創始人和老大。卡彭在黑幫擔任了7年首腦，他在33歲時被逮捕，結束了黑幫生涯。
卡彭於1899年出生在紐約市，父母為意大利那不勒斯的美國移民。他在青年時加入過五點幫，成為組織在犯罪場所的保鏢。在20多歲時，他搬到芝加哥，並成為了強尼·托里奧信任的保鏢和雜工，托里奧是從事非法酒精交易的犯罪集團頭目、芝加哥犯罪集團的先驅者，並通过西西里利亞聯盟得到政治保護。他與卡彭一生的兴衰與北邊幫的衝突有着紧密关联。托里奥在被北邊幫槍手枪杀后，卡彭逐漸控制了幫派。卡彭透過大量的暴力手段擴大了非法私酒生意，且由于卡彭與市長威廉·海爾·湯普森和該市警察部門的利益關係，他的非法行为受到了一定程度的庇护。
卡彭十分擅长塑造良好的公衆形象，比如在球賽中出現時受到來自觀眾的歡呼聲。且向各種慈善機構捐款，他被許多人視為「現代羅賓漢」。但由于他在情人節大屠殺事件中唆使手下殺死7名男子，卡彭的名声一落千丈。有影响力的市民们要求政府对此有所作为，而報紙則將他稱為「頭號公敵」（Public Enemy No. 1）。
聯邦政府監禁卡彭，並於1931年起訴他逃稅。在審理案件期間，法官認為在證明卡彭未繳稅款之前，需向聯邦政府談判支付他所欠的退稅（最終失敗），事後卡彭被被判處11年徒刑，並關押在聯邦監獄。在定罪後，他以稅項法律專家替代了他的辯護團隊，並透過最高法院的裁決加強了他的上訴理由，但他的上訴最終失敗了。他在判刑早期已經出現了梅毒性痴呆症（神經性梅毒的徵兆），在被釋放出獄前已變得越來越虛弱。1947年1月25日，卡彭在中風後死於心臟停止。
他所犯的罪行不但至今仍常被提及，也曾被搬上大銀幕。例如奧斯卡得獎電影《鐵面無私》。

## 早年

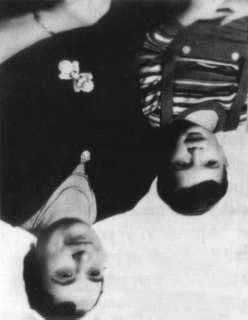
艾爾·卡彭與他的母親特雷西

艾爾·卡彭出生於1899年1月17日的纽约布鲁克林区。他的父母是加布里埃莱·卡彭（Gabriele Capone，1865年12月12日 - 1920年11月14日）和特雷西·纳莱奥拉（Teresa Raiola，1867年12月28日 - 1952年11月29日），他们是来自意大利的移民。他的父亲是一名理发师，而他的母亲是一个裁缝，他們兩人都出生於薩雷諾省的小鎮安格里。
加布里埃莱和特雷西有另外八个孩子：文森佐·卡彭，他後來改名為理查·哈特，並在內布拉斯加州的荷馬成為一名禁酒探員；拉菲爾·詹姆斯·卡彭，又名雷夫·「瓶子」·卡彭，掌管他兄弟的飲品工業；薩瓦托·「法蘭克」·卡彭、埃爾米娜·卡彭（Ermina Capone，一歲時去世）、埃爾米諾·「約翰」·卡彭（Ermino "John" Capone）、艾伯特·卡彭（Albert Capone）、馬修·卡彭（Matthew Capone）和馬法爾達·卡彭（Mafalda Capone）。雷夫和法蘭克在艾爾的犯罪帝國與他一起工作，法蘭克于1924年4月1日去世。雷夫早些時候營運瓶裝公司（合法和非法），有時亦作为芝加哥犯罪集團的掛名負責人。1932年，雷夫因為逃稅而被監禁。
1893年，卡彭家族從意大利南部前往奧匈帝國的港口城市阜姆（現在的克羅地亞里耶卡），并由此乘船前往美國，最後定居在布魯克林市中心造船廠區的海軍街95號（95 Navy Street）。加布里埃莱·卡彭在附近的公園大道29號的理髮店工作。當艾爾11歲時，卡彭家族搬到布魯克林公園坡的加菲廣場38號（38 Garfield Place）。
卡彭的学生時期显露了才华，但与他的天主教学校的严厉规定格格不入。14岁时，他因打傷一名女教师的脸而被开除。他曾在布鲁克林附近四處做散工，包括糖果店和保龄球馆。在此期間，卡彭受到被視為其導師的黑幫成员強尼·托里奧所影響。

## 生涯
卡彭最初與三流的幫派交往，其中包括Junior Forty Thieves和Bowery Boys。然後，他加入了Brooklyn Rippers，接著加入了位於曼哈頓下城的強大的五點幫。在這段時期，他被一名在康尼島舞廳的調酒師和名為Harvard Inn酒館的詐騙販法蘭基·耶魯僱用和指導。卡彭在布魯克林夜總會工作時無意中侮辱了一名女子，並被她的兄弟Frank Galluccio砍傷。傷口導致了卡彭得到一個他討厭的綽號：「疤面」（Scarface）。當他被拍照時，卡彭會遮掩臉上左側的疤痕，說這個損傷是戰爭創傷。卡彭被他最親密的朋友稱為「Snorky」（指講究衣著的人）。

### 婚姻與家庭
卡彭於1918年12月30日在19歲時與Mae Josephine Coughlin結婚。她是愛爾蘭天主教徒，而在那個月初已經生下了他們的兒子Albert Francis "Sonny" Capone。此时卡彭未滿21歲，他的父母不得不以書面同意這次婚姻。

### 芝加哥
1919年，卡彭應約強尼·托里奧的邀請離開紐約到芝加哥，托里奧則是犯罪老大詹姆斯·「大吉姆」·科洛錫莫的執行者。卡彭開始在芝加哥的妓院擔任保镖，他在那裡感染了梅毒。及時使用灑爾佛散的話，可能已經治癒了感染，但他顯然從未尋求治療。在1923年，他在芝加哥南區公園莊園的7244南草原大道上購買了一座价格5,500美元的小房子。在此时期，卡彭的名字開始出現在報紙的運動版面上，他被描述為一個拳擊籌辦人。托里奧在科洛錫莫於1920年5月11日被謀殺後接管了科洛錫莫的犯罪帝國，而卡彭涉嫌捲入其中。
托里奧在大體上領導了該市最大的意大利有組織犯罪集團，而卡彭則是他的得力助手。他们謹防被捲入幫派戰爭之中，並試圖與敵對犯罪集團之間談判領土協議。 由狄恩·歐班寧（也被稱為迪翁·歐班寧〔Dion O'Banion〕）領導的較小而種族混雜的北邊幫受到來自與托里奧聯盟的Genna兄弟的壓力。歐班寧發現，對於所有托里奧的裝模作樣來說，是一個爭端的開拓者，他對Genna侵入北邊幫毫無幫助。在一個決定性的過程中，托里奧在1924年10月在歐班寧的花店內安排或默許謀殺歐班寧。這使得海米·魏斯在文森特·德魯奇和瘋子莫蘭的支持下成為幫派的首腦。魏斯曾經是歐班寧的親密朋友，北邊幫人把報復歐班寧的兇手視為優先事項。

### 老大

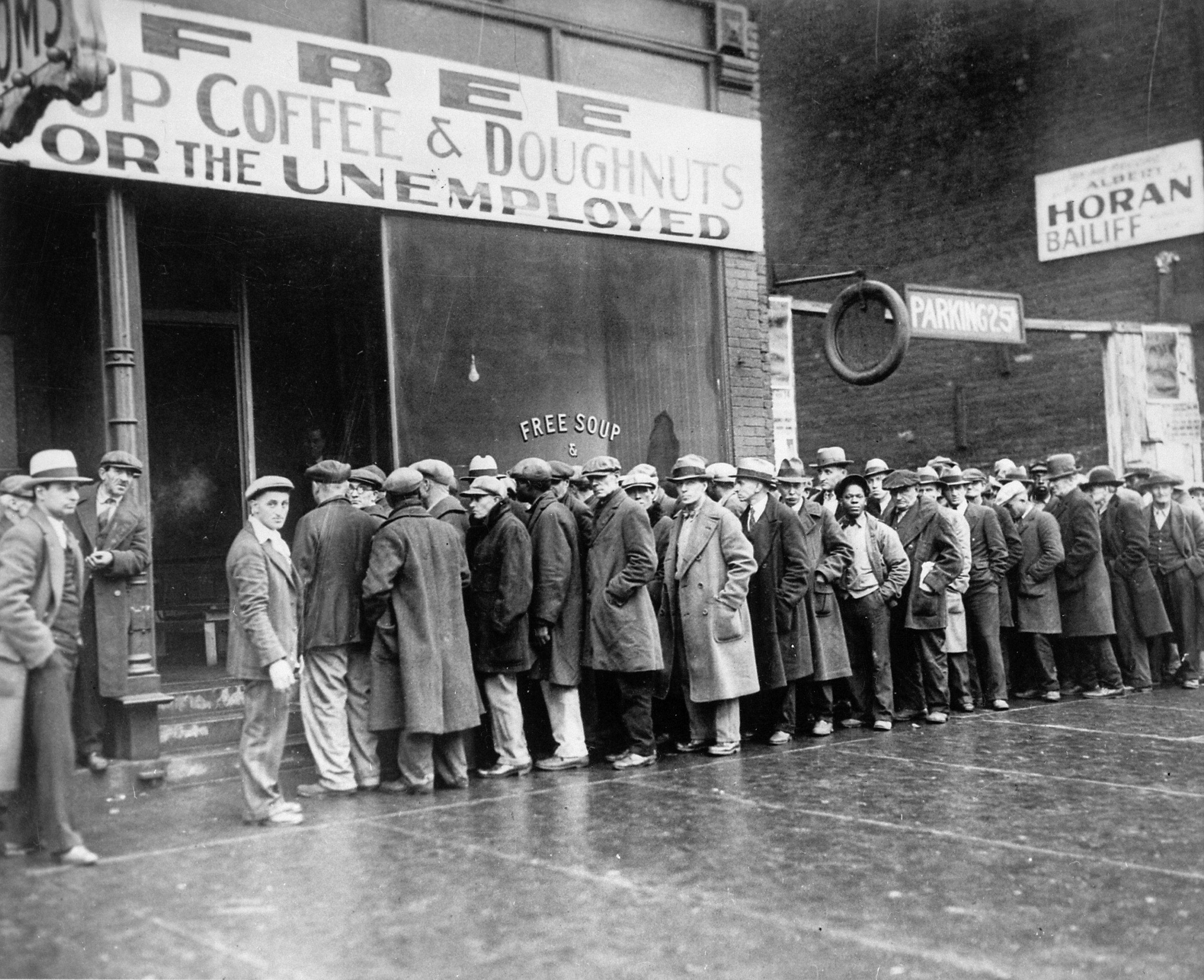
1931年2月，在大蕭條期間，失業人士站在由芝加哥的艾爾·卡彭所開設的粥廠外面

1925年1月，卡彭被伏擊，讓他受驚，但沒有受傷。十二天後，當托里奧從購物之旅回來時，他被槍擊了幾次。在恢復之後，托里奧便辭職，並將控制權交給26歲的卡彭，卡彭成為了組織的新老大，該組織以政治和執法保護來取得非法釀酒廠和到達加拿大的運輸網絡。反過來，他能夠利用更多的暴力來增加收入。機構拒絕從他那裡採購酒品的話，會往往導致經營場地被炸毀。1920年代期間，有多達100人在這種爆炸中喪生。對手認為卡彭是造成城市內妓院激增的原因。
卡彭沉迷於定製的西裝、雪茄、美酒佳餚（他喜歡的酒是來自愛荷華州的Templeton Rye）和女性伴侶。他特別以他的炫耀而昂貴的珠寶而聞名。他最喜歡回答關於他的活動的問題：「我只是一個商人，給人們所需要的東西」和「我所做的只是滿足公眾的需求」。卡彭已經成為一個全國性的名人和話題。
卡彭在市議會的選舉期間利用賄賂和廣泛的恐嚇來佔領後，把自己駐在西塞羅裡。這使得北邊幫人難以針對他。卡彭的司機被發現遭受酷刑和謀殺，並在芝加哥盧普區謀害魏斯的性命。1926年9月20日，北邊幫在Hawthorne Inn旅館的卡彭總部外面採用一種策略，目的是將他吸引到窗口。幾名車上的槍手然後用湯普森衝鋒鎗和霰彈槍向一樓餐廳的窗口開火。卡彭沒有受傷，並要求休戰，但談判落空。三週後，魏斯在歐班寧的前花店北邊幫總部外面被殺。1927年1月，身為卡彭朋友的Hawthorne餐廳業主，被莫蘭和德魯奇綁架和殺害。
卡彭變得越來越心思防衛，渴望離開芝加哥。以防萬一，他和他的隨行人員會經常突然出現在芝加哥火車站的其中一個，並購買了在夜晚到Cleveland、Omaha、Kansas City、小石城或Hot Springs等地方的整個普爾曼臥鋪車，他們會以假名在奢侈的酒店套房裡度過一個禮拜。1928年，卡彭向啤酒巨頭August Busch支付40,000美元，在佛羅里達州棕櫚島的棕櫚大道93號的14號客房隱居。卡彭從未以他的姓名註冊任何住宅。他甚至沒有銀行賬戶，但總是使用西聯匯款（Western Union）來付款，不超過1000美元。

### 政治聯盟
卡彭通常被認為是對共和黨員威廉·海爾·湯普森的勝利產生了明顯的影響，特別是在1927年的市長競選時，湯普森為一個完全開放城鎮而競選，同時暗示他重新開放非法酒館。這樣的宣布有助於他的競選會得到卡彭的支持，他據稱接受了黑幫的25萬美元捐款。在1927年的市長競選中，湯普森以相對薄弱的幅度擊敗了威廉·艾米特·丹佛。湯普森強大的庫克縣政治機器已經吸引了往往狹隘的意大利團體，但是這樣與他非常成功地討好的非裔美國人關係變得緊張。
卡彭繼續支持湯普森。在1928年4月10日的投票日，湯普森對手認為要支援的選區中的投票站被卡彭的炸彈客詹姆斯·貝爾卡斯特羅攻擊，在這次所謂的菠蘿初選（當代俚語「菠蘿」描述為手榴彈）中，造成至少15人死亡。貝爾卡斯特羅也被指控謀殺了律師Octavius Granady，Granady是一名為非裔美國人投票而挑戰湯普森候選人的非裔美國人，並在投票當天被有槍手的車輛在街上追殺而死。其中有四名警察與貝爾卡斯特羅一起被起訴，但所有指控都在關鍵證人放棄口供後被放棄。1931年，當貝爾卡斯特羅在槍擊中受傷時，當地執法機關對卡彭的組織表明態度；警方向持懷疑態度的記者們提出，貝爾卡斯特羅是個獨立行動的人。
1929年的情人節大屠殺導致公眾對湯普森的聯盟與卡彭感到不安，以及這是安東·瑟馬克在1931年4月6日贏得市長選舉的一個因素。

### 情人節大屠殺

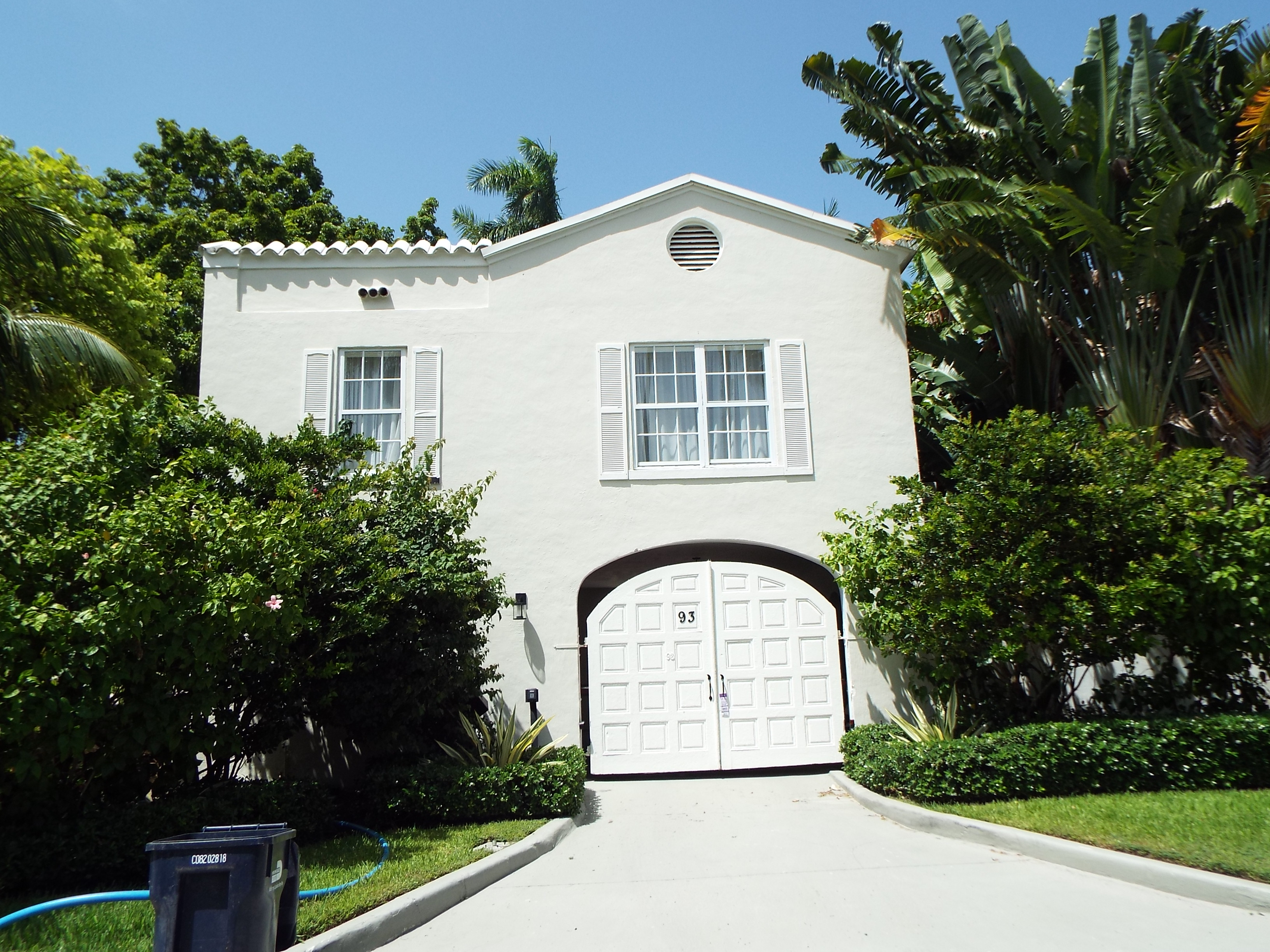
阿尔·卡彭豪宅的入口位於佛羅里達州邁阿密的棕櫚大道93號。卡彭於1927年買下了這個房地產，並住在那裡，直到1947年去世為止。據信卡彭居住這座豪宅時，密謀了臭名昭著的1929年2月14日的情人節大屠殺。

卡彭被廣泛認為負起指使1929年情人節大屠殺，試圖殺死北邊幫的首領瘋子莫蘭的責任。莫蘭是主要北邊幫槍手的最後一個倖存者，他獲得首領繼承權因前任首領文森特·德魯奇和海米·魏斯與原本的領導人狄恩·歐班寧同樣在暴力事件中遇害。
為了監視他們目標的習慣和活動，卡彭的手下從位於當作莫蘭總部用的North Clark街2122號的貨車倉庫和車庫的對面租了一間公寓房間。1929年2月14日，星期四上午，卡彭的哨兵示意槍手偽裝成警察來開始一場「警察突擊搜查」。假裝的警察把七名沒有掙扎的受害者沿著牆壁排列成行，然後向同謀示意裝備機關槍和散彈槍。七名受害者被射殺。受害者的照片震驚了公眾，並損害了卡彭的聲譽。在幾天內，卡彭收到傳票，要在芝加哥大陪審團面前就違反聯邦禁酒令法作證，但他聲稱當時身體太不適而無法出席。

### 審判

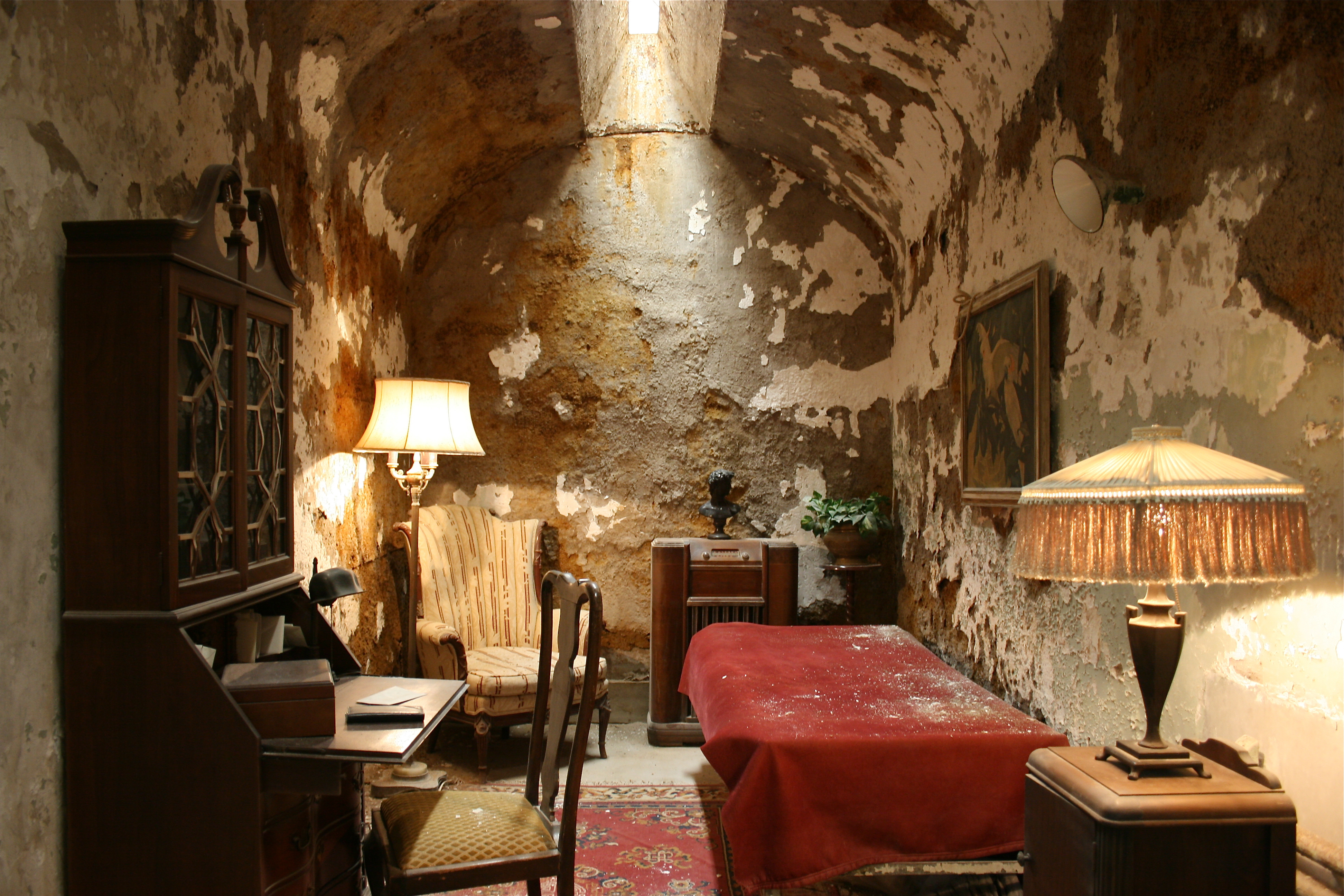
卡彭的牢房在費城現已關閉的東州教養所，他從1929年5月開始在那裡度過了九個月

1929年3月27日，卡彭向正在調查違反聯邦禁酒法律的大陪審團作證後，他在離開芝加哥法庭時被FBI探員逮捕。他因假裝生病避開早期的出庭而被指控藐視法庭。1929年5月，卡彭在費城的東州教養所被判刑；他在因旅行期間攜帶槍支而在被捕後16小時內被定罪。在1930年3月出獄的一周後，卡彭在非官方的芝加哥犯罪委員會的廣泛公佈名單上被列為「頭號公敵」（Public Enemy）。

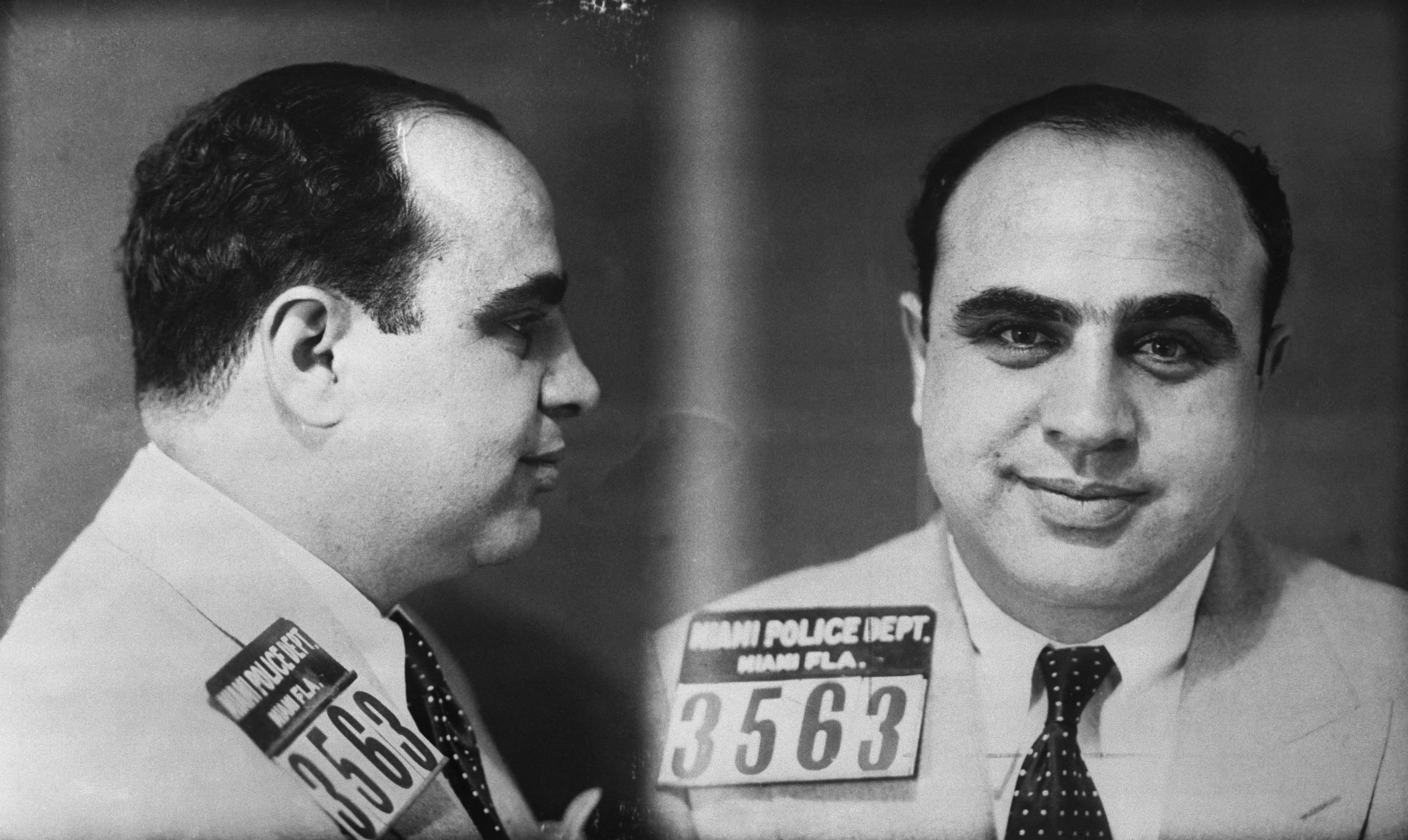
1930年佛羅里達州邁阿密的卡彭面部照片

1930年4月，卡彭在參觀邁阿密海灘時因流浪罪而被捕；州長已經下令警長將他趕出州份外。卡彭聲稱，邁阿密警方拒絕給他的食物和水，並威脅要逮捕他的家人。他被控在這些口供上作偽證，但在七月份的一個三天審判後被宣告無罪。9月，一位芝加哥法官發布了一項因流浪罪而逮捕卡彭的授權令，然後利用這一公開事與共和黨初選中的湯普森對抗。1931年2月，卡彭被指控藐視法庭。法庭上，法官詹姆斯·赫爾伯特·維爾克森介入，以加固檢察官對卡彭的醫生的質疑。維爾克森對卡彭進行了六個月的判決，但在藐視罪的上訴期間他仍然自由。

### 逃稅罪
美國助理首席檢察官梅布爾·沃克·維勒布蘭意識到，黑幫分子公開地過着奢華的生活，但從未提交過報稅單，因此有可能被判逃稅，而不需要確鑿的證據來證明他們的罪行。她透過起訴南卡羅來納州的私酒販來測試這種方法。1927年，最高法院在美國訴沙利文案中裁定，非法賺取的收入須繳納所得稅；法官小奧利弗·溫德爾·霍姆斯拒絕了第五修正案可保護罪犯不報告非法收入的理由。

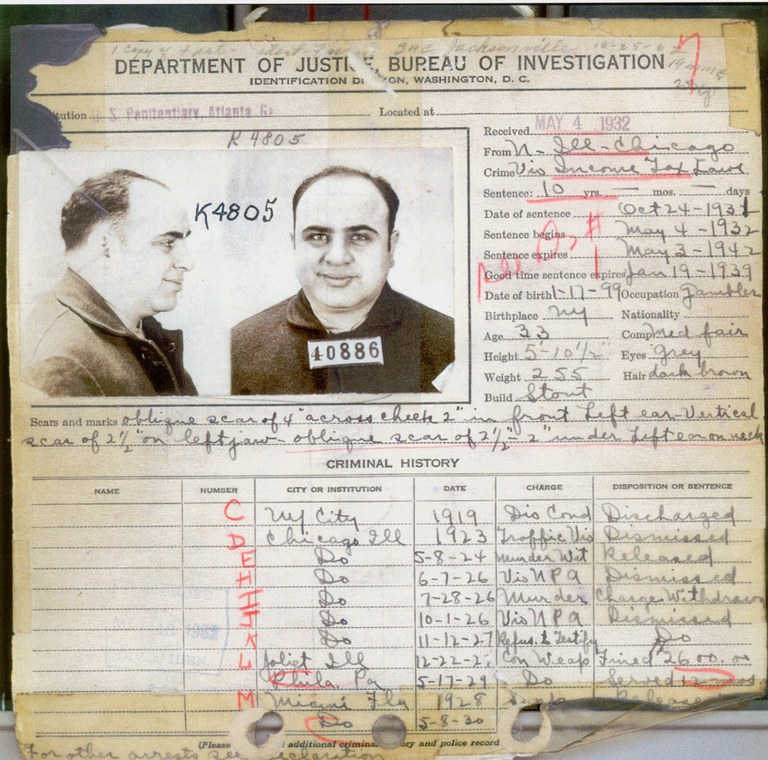
卡彭的1932年聯邦調查局犯罪記錄，顯示他的大部分犯罪指控已被獲釋/駁回

1931年，卡彭被指控逃稅，以及在法官詹姆斯·赫爾伯特·維爾克森的芝加哥聯邦大樓法庭上被指控違反各種沃爾斯泰德法（禁酒令）的行為。

### 監禁

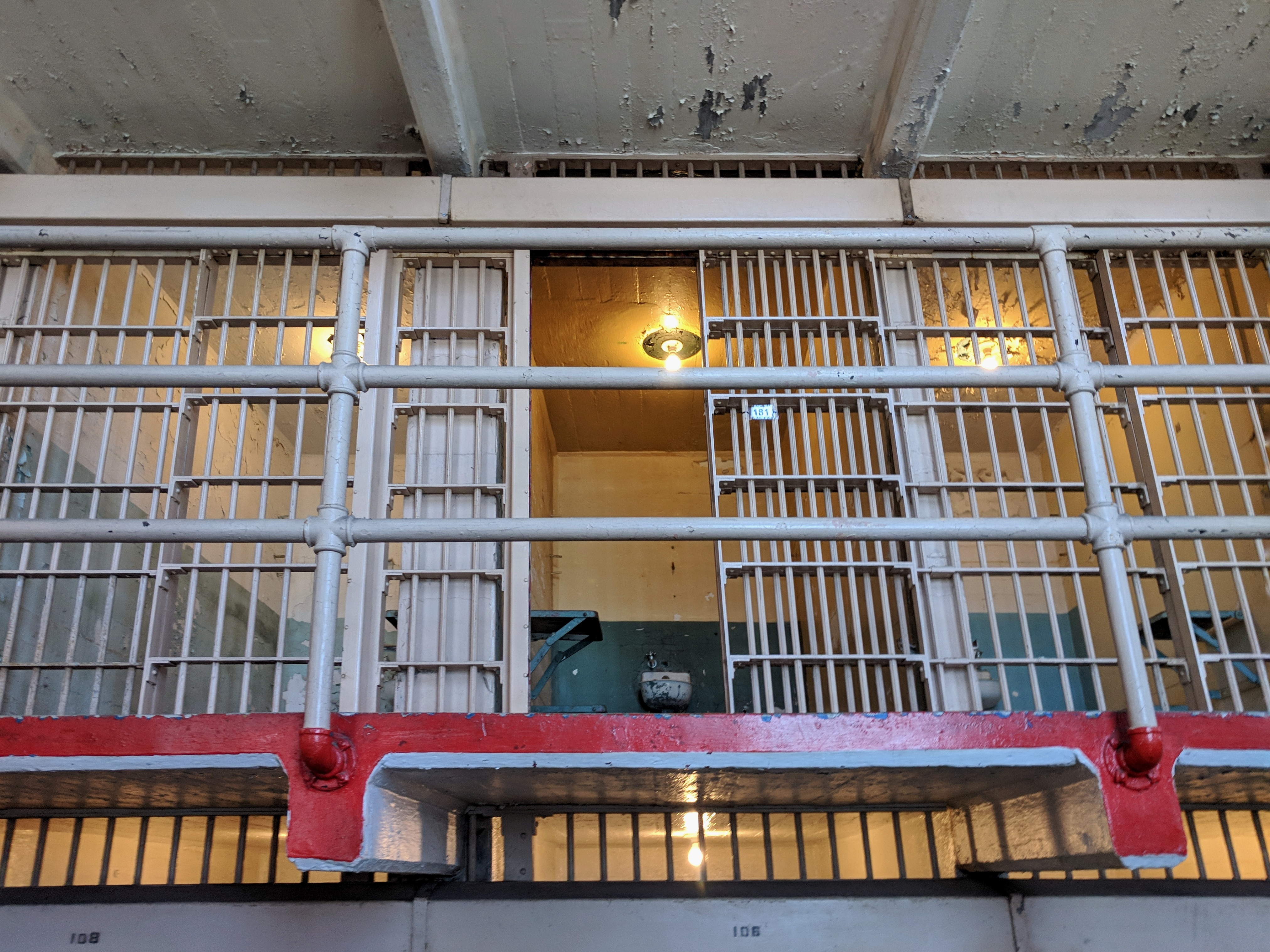
卡彭被監禁在阿爾卡特拉斯聯邦監獄的181號囚房

33歲的卡彭於1932年5月被送往亞特蘭大美國監獄。當他抵達亞特蘭大時，250磅（110公斤）的卡彭正式被診斷患有梅毒和淋病。他也患有可卡因成癮的戒斷症狀，其使用已經刺穿了他的隔膜。卡彭能勝任每天縫合鞋底的獄中工作8個小時，但他的信件幾乎語無倫次。他的個性看起來軟弱，所以他缺乏與霸道的同獄犯人深深打交道，他的獄友、經驗豐富的罪犯Red Rudinsky，擔心卡彭會崩潰。Rudinsky以前是與卡彭幫派交往的三流罪犯，並樹立自己成為卡彭的保護者。Rudinsky和其他囚犯的顯眼保護被不太友善的囚犯提出指控，並加劇了卡彭受到特殊待遇的懷疑。沒有實質的證據浮現，但這樣構成了將卡彭移到三藩市沿岸近來開設的阿爾卡特拉斯聯邦監獄（中文通稱惡魔島）的一部分原因。1936年6月23日，卡彭被詹姆斯·C·盧卡斯刺傷。
在阿爾卡特拉斯中，由於神經梅毒逐漸侵蝕了他的精神機能，卡彭的衰弱越來越明顯。他最後一年的刑期在監獄醫院裡度過，感到困惑和失去判斷力。卡彭於1939年1月6日完成了他在阿爾卡特拉斯的刑期，並被轉移到加利福尼亞州的終端島聯邦教化所，因藐視法庭而服刑。他在1939年11月16日獲假釋。

## 晚年與逝世

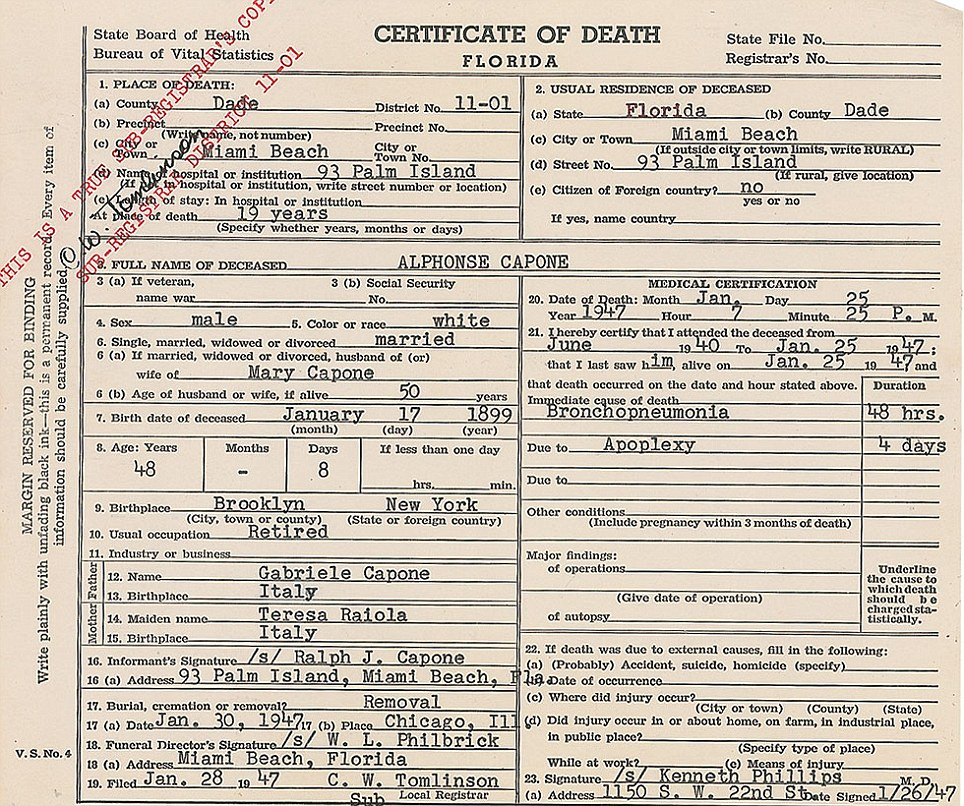
卡彭的死亡證，1947年1月25日

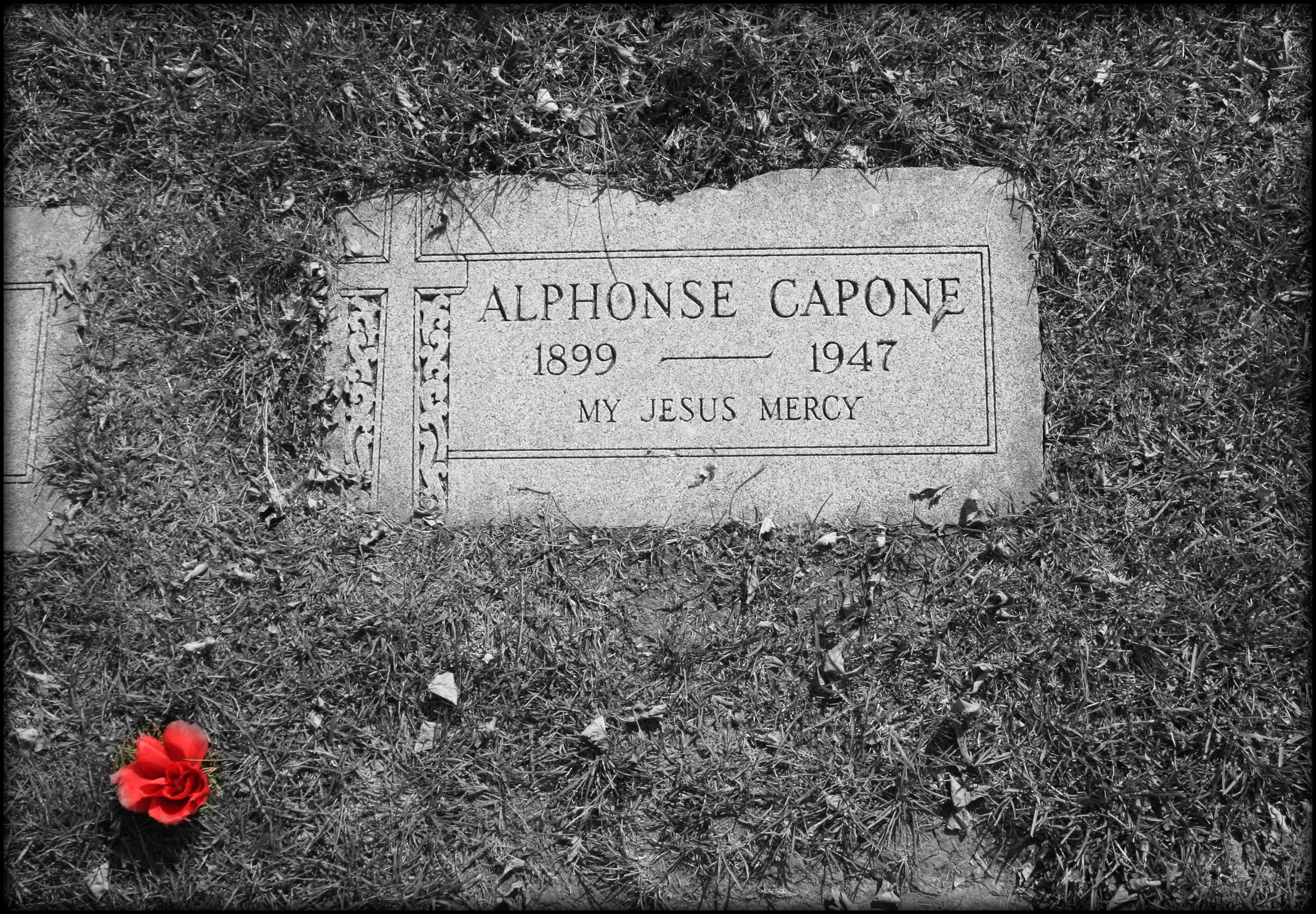
艾爾·卡彭的墳墓在伊利諾州希爾賽德 (伊利諾州)的卡梅爾山公墓

卡彭出獄後，他被轉介到巴爾的摩的約翰·霍普金斯醫院治療麻痺性痴呆（由晚期梅毒引起）。霍普金斯醫院基於他的名聲而拒絕收容他，但聯合紀念醫院接受了他。卡彭感謝得到的同情心照顧，他在1939年向聯合紀念醫院捐贈了兩棵日本垂枝的櫻桃樹。做了幾週的住院病人和幾週的門診病人後，十分多病的卡彭在1940年3月20日離開巴爾的摩，去到佛羅里達州的棕櫚島 。
在1946年，他的內科醫師和一名巴爾的摩精神科醫生進行了體檢並推斷卡彭只有一個12歲小孩的智力。卡彭在他的佛羅里達州棕櫚島的豪宅度過了他生命的最後幾年。1947年1月21日，卡彭中風。他恢復意識，開始有改善，但感染了肺炎。他於1月22日心搏停止而受折磨。1月25日，卡彭在家中去世，他的家人圍繞著他。他原本是被埋葬在芝加哥的橄欖山公墓。1950年，卡彭的遺體與他父親和哥哥薩瓦托的遺體一起被搬到伊利諾州希爾賽德的卡梅爾山公墓。

## 受害者
根據《芝加哥論壇報》的Guy Murchie Jr,說，因為艾爾·卡彭的緣故而導致33人死亡。
| 數目 | 受害者                  | 死亡日期       | 原因                                                                  |
| ---- | ----------------------- | -------------- | --------------------------------------------------------------------- |
| 1    | Joe Howard              | 1923年5月7日   | 試圖劫持卡彭與托里奧的啤酒，而且他是一名吹牛大王。                    |
| 2    | 狄恩·歐班寧             | 1924年11月10日 | 營運北邊的酒業並發表「與西西里人下地獄！」                            |
| 3    | Thomas Duffy            | 1926年4月27日  | 懷疑被卡彭背叛。                                                      |
| 4    | James J. Doherty        | 1926年4月27日  | 懷疑被卡彭背叛。                                                      |
| 5    | William H. McSwiggin    | 1926年4月27日  | 恰巧在那天晚上與Duffy和Doherty一起。                                  |
| 6    | 海米·魏斯               | 1926年10月11日 | 在北邊幫的狄恩·歐班寧繼任者，並試圖捉拿卡彭。                         |
| 7    | John Costenaro          | 1927年1月7日   | 計劃在一場密謀審判中作證來對抗卡彭。                                  |
| 8    | Santo Celebron          | 1927年1月7日   | 計劃在一場密謀審判中作證來對抗卡彭。                                  |
| 9    | Antonio Torchio         | 1927年5月25日  | 從紐約市帶來殺死卡彭。                                                |
| 10   | Frank Hitchcock         | 1927年7月27日  | 他是Johnny Patton想要趕走的私酒販敵人。                               |
| 11   | Anthony K. Russo        | 1927年8月11日  | 從聖路易斯帶來殺死卡彭。                                              |
| 12   | Vincent Spicuzza        | 1927年8月11日  | 從聖路易斯帶來殺死卡彭。                                              |
| 13   | Samuel Valente          | 1927年9月24日  | 從克里夫蘭帶來殺死卡彭。                                              |
| 14   | Harry Fuller            | 1928年1月18日  | 劫持卡彭的啤酒和烈酒。                                                |
| 15   | Joseph Cagiando         | 1928年1月18日  | 劫持卡彭的啤酒和烈酒。                                                |
| 16   | Joseph Fasso            | 1928年1月18日  | 劫持卡彭的啤酒和烈酒。                                                |
| 17   | "Diamond Joe" Esposito  | 1928年3月21日  | 不想在選舉日支持卡彭。                                                |
| 18   | Ben Newmark             | 1928年4月23日  | 試圖組織敵對幫派；卡彭的保鏢試圖透過進行謀殺Newmark來隱瞞自己的背叛。 |
| 19   | 法蘭基·耶魯             | 1928年7月1日   | 擔任私酒經營者時，出賣卡彭。                                          |
| 20   | 法蘭克·古森伯格         | 1929年2月14日  | 情人節大屠殺期間，在瘋子莫蘭的幫派巢窟。                              |
| 21   | 彼得·古森伯格           | 1929年2月14日  | 情人節大屠殺期間，在瘋子莫蘭的幫派巢窟。                              |
| 22   | John May                | 1929年2月14日  | 情人節大屠殺期間，在瘋子莫蘭的幫派巢窟。                              |
| 23   | Al Weinshank            | 1929年2月14日  | 情人節大屠殺期間，在瘋子莫蘭的幫派巢窟。                              |
| 24   | James Clark             | 1929年2月14日  | 情人節大屠殺期間，在瘋子莫蘭的幫派巢窟。                              |
| 25   | Adam Heyer              | 1929年2月14日  | 情人節大屠殺期間，在瘋子莫蘭的幫派巢窟。                              |
| 26   | Dr. Reinhardt Schwimmer | 1929年2月14日  | 情人節大屠殺期間，在瘋子莫蘭的幫派巢窟。                              |
| 27   | 艾伯特·安塞爾米         | 1929年5月8日   | 協助約瑟夫·瓊塔暗殺卡彭。                                             |
| 28   | 約翰·斯卡萊斯           | 1929年5月8日   | 協助約瑟夫·瓊塔暗殺卡彭。                                             |
| 29   | 約瑟夫·瓊塔             | 1929年5月8日   | 計劃暗殺卡彭。                                                        |
| 30   | Frankie Marlow          | 1929年6月24日  | 拒絕支付25萬美元的債務。                                              |
| 31   | Julius Rosenheim        | 1930年2月1日   | 向警方和報紙提供卡彭活動的消息。                                      |
| 32   | 傑克·祖塔               | 1930年8月1日   | 暗中監視和出賣卡彭。                                                  |
| 33   | 喬·愛羅                 | 1930年10月23日 | 敵對幫派的領導人和瘋子莫蘭的盟友。                                    |

## 影響
卡彭雖是黑社會罪犯，但卻扮演「扶弱濟貧」、「調解紛爭」、「維持秩序」的角色，在某种程度上有義賊的味道，仍成為另類美國夢的象徵，部分傳記家甚至認為他是「1920年代芝加哥地下市長」、「美國黑道頭號人物」及「史上最令人感興趣的罪犯」。
除此，他的犯罪行為也常被引用。美國911事件，參與策動攻擊行為的塔利班組織曾聲稱：「和卡彭的所做所為相比，我們的行動並沒有那麼可怕」。另外，近現代知名建築師亞歷山大·戈林（Alexander Gorlin）在提及芝加哥的敗壞治安時也聲稱：「芝加哥仍舊活在艾爾·卡彭的時代」。

## 流行文化
卡彭是20世紀最臭名昭著的美國黑幫老大之一，以及是許多文章、書籍和電影的主要題材。他的個性和特徵從他去世以來，在小說中被用來作為犯罪大王和犯罪策劃人的原型。穿戴藍色細條紋的西裝和傾斜的費多拉帽的黑幫的刻板形像就是基於卡彭的照片。他的口音、習性、面部構造、身材和對他名字的戲仿都被用於漫畫、電影、音樂和文學中的許多黑幫。

### 文學
- 卡彭出現在馬里奧·普佐的小說《教父》的部分中。
- 卡彭出現在艾爾吉的漫畫《丁丁在美洲》，是在整個《丁丁歷險記》系列中僅有的兩個真實的人物之一。
- 轉世的卡彭是科幻作家彼德·漢彌頓的《Night's Dawn Trilogy（英语：The Night's Dawn Trilogy）》中的主角。
- 卡彭的外孫女Deirdre Marie Capone寫了一本名為《Uncle Al Capone: The Untold Story from Inside His Family》的書。
- 艾爾·卡彭是阿米蒂奇·特雷爾的小說《Scarface》（1929年）中的中心角色Tony Camonte的靈感來源，被改編成1932年電影。這部小說後來於1983年再次改編成電影，以Tony Montana為中心角色。
- 傑克·比爾博（英语：Jack Bilbo）在他的著作《Carrying a Gun for Al Capone》（1932年）中，自稱是卡彭的保鏢。
- 《黑幫老大幫我洗襯衫（英语：Al Capone Does My Shirts）》中，主要角色Moose遇見艾爾·卡彭。
- 《海贼王》中的卡彭贝基以他为原型塑造。

### 電影
- 《艾爾·卡彭》（1959年），洛·史德加飾演。
- 《Due mafiosi contro Al Capone（英语：Due mafiosi contro Al Capone）》（1966年），José Calvo（英语：José Calvo）飾演。
- 《情人節大屠殺》（1967年），賈森·羅巴茲飾演。
- 《地方聞人》（1975年），本·加薩拉（英语：Ben Gazzara）飾演。
- 《鐵面無私》（1987年），羅拔·迪尼路飾演。
- 《Dillinger and Capone》（1995年），F·莫瑞·亞伯拉罕飾演。
- 《末路驕陽》（2002年），安東尼·拉帕里亞飾演，出現在刪除畫面。
- 《Al's Lads（英语：Al's Lads）》（2002年），Julian Littman飾演。
- 《翻生侏羅館2》（2009年），強·柏恩瑟飾演。
- 《疤面教父》（2020年），湯姆·哈迪飾演。

基於艾爾·卡彭的角色：
- 《秘密六客》（1931年），華理士·勃利飾演Louis 'Louie' Scorpio。
- 《Bad Company（英语：Bad Company (1931 film)）》（1931年），Ricardo Cortez（英语：Ricardo Cortez）飾演Goldie Gorio。
- 《城市之街》（1931年），保羅·盧卡斯飾演Big Fellow Maskal。
- 《Okay, America!》（1932年），Edward Arnold（英语：Edward Arnold (actor)）飾演Duke Morgan。
- 《The Beast of the City（英语：The Beast of the City）》（1932年），簡·赫爾索特（英语：Jean Hersholt）飾演Samuel 'Sam' Belmonte。
- 《疤面》（1932年），保羅·穆尼飾演Antonio "Tony" Camonte。
- 《Gabriel Over the White House（英语：Gabriel Over the White House）》（1933年），C·亨利·戈登（英语：C. Henry Gordon）飾演Nick Diamond。
- 《Alcatraz Island》（1937年），John Litel（英语：John Litel）飾演'Gat' Brady。
- 《The Gangster》（1947年），貝瑞·沙利文（英语：Barry Sullivan (actor)）飾演Shubunka。
- 《The Undercover Man（英语：The Undercover Man）》（1949年），Ralph Volkie飾演Big Fellow。
- 《Pete Kelly's Blues（英语：Pete Kelly's Blues (film)）》（1955年），艾德蒙·奧布萊恩飾演Fran McCarg。
- 《Party Girl（英语：Party Girl (1958 film)）》（1958年），李·J·科布（英语：Lee J. Cobb）飾演Rico Angelo。
- 《迪克·崔西》（1990年），阿爾·柏仙奴飾演Alphonse "Big Boy" Caprice（英语：Alphonse "Big Boy" Caprice）。

### 電視劇
- 《The Untouchables（英语：The Untouchables (1959 TV series)）》（1959年 – 1963年），內維爾·布蘭德（英语：Neville Brand）飾演，也在電影《The George Raft Story（英语：The George Raft Story）》中飾演艾爾·卡彭。
- 《The Revenge of Al Capone（英语：The Revenge of Al Capone）》（1989年），瑞伊·沙基（英语：Ray Sharkey）飾演。
- 《The Lost Capone》（1990年），埃里克·罗伯茨飾演。
- 《不可觸碰》（1993年 – 1994年），威廉·佛塞飾演。
- 《酒私風雲》（2010年 – 2014年），史提芬·格拉漢姆飾演。
- 《明日傳奇》（2016年），Isaac Keoughan飾演
- 《時空守衛（英语：Timeless (TV series)）》（2017年），凱梅倫·葛哈雷（英语：Cameron Gharaee）飾演

### 遊戲
《罪惡帝國》(2020年）

## 深入閱讀
- 盧奇阿諾．伊歐瑞佐著，愛荷譯，《黑幫教父：艾爾·卡彭的傳奇人生》，台北市，圓神出版社，2006年
- Capone, Deirdre Marie. Uncle Al Capone: The Untold Story from Inside His Family. Recap Publishing LLC, 2010. ISBN 978-0-982-84510-3.
- Helmer, William J. Al Capone and His American Boys: Memoirs of a Mobster's Wife. Bloomington: Indiana University Press, 2011. ISBN 978-0-253-35606-2.
- Hoffman Dennis E. Scarface Al and the Crime Crusaders: Chicago's Private War Against Capone. Southern Illinois University Press; 1st edition (November 24, 1993). ISBN 978-0-8093-1925-1.
- Kobler, John. Capone: The Life and Times of Al Capone. New York: Da Capo Press, 2003. ISBN 0-306-81285-1.
- MacDonald, Alan. Dead Famous: Al Capone and His Gang. Scholastic.
- Pasley, Fred D. Al Capone: The Biography of a Self-Made Man. Garden City, New York: Garden City Publishing Co., 2004. ISBN 1-4179-0878-5.
- Schoenberg, Robert J. Mr. Capone. New York: HarperCollins Publishers, 1992. ISBN 0-688-12838-6.